# Черных, Маргарита Петровна
Маргарита Петровна Черных — заслуженный артист Российской Федерации, заслуженный артист Республики Ингушетия. Профессор, заведующая кафедрой камерного ансамбля и концертмейстерской подготовки Ростовской Государственной Консерватории им. С. В. Рахманинова. Художественный руководитель Муниципального камерного ансамбля «Каприччио».

## Биография
Маргарита Черных получила образование в государственном музыкально-педагогическом институте им. Гнесиных в 1963 году. Квалификация — ансамблист, педагог, солист, концертмейстер. Училась в классе Л. Б. Булатовой. Училась у профессора Е. Ф. Гнесиной, по камерному ансамблю занималась у профессора А. Д. Готлиба. Училась в аспирантуре при Российском музыкально-педагогическом институте им. Гнесиных в классе профессора И. И. Михнявского.
С 14 февраля 1983 года — заведующая кафедрой камерного ансамбля и концертмейстерской подготовки Ростовской Государственной Консерватории им. С. В. Рахманинова. Педагогический стаж составляет 50 лет. С 1 июля 1993 года — профессор Ростовской Государственной Консерватории им. С. В. Рахманинова. Преподаваемые дисциплины — камерный ансамбль, фортепианный дуэт, концертмейстерский класс, изучение репертуара высшей школы, методика преподавания специальных творческих дисциплин.
Среди ее учеников — лауреаты международных конкурсов — Ю.Левина, Е.Пономарева, И.Горлова, Е.Добровольская, Н.Шатохина, К.Прокопьева, Н.Сергиенко. Маргарита Черных выступает с абонементными концертами в Музыкально-образовательном центре им. К.Назаретова, ездит с гастролями в Санкт-Петербург, Сочи, Краснодар, Пятигорск, Кисловодск, Калугу, Воронеж, Москву, Люксембург, Баден-Баден, Страсбург. Принимала участие в международных конкурсах и фестивалях.
Была основателем и председателем жюри I Всероссийского конкурса фортепианных ансамблей учащихся музыкальных школ и колледжей «Дуэтино».
Маргарита Черных - художественный руководитель и участница муниципального камерного ансамбля «Каприччио». Другие участники коллектива - А.Рукин, А.Лебедев, В.Колосов и О.Лебедева.